# جامعة نورث كارولينا المركزية
جامعة نورث كارولينا المركزية هي مؤسسة فنون ليبرالية مدعومة من الدولة، وهي جامعة عامة سوداء تاريخيًا في دورهام بولاية نورث كارولينا. أسسها الدكتور جيمس إي. شيبرد بالانتماء إلى حركة تشوتوكوا في عام 1909، وكانت مدعومة من أموال خاصة من كل من فاعلي الخير في الشمال والجنوب. تم جعلها جزءًا من نظام الدولة في عام 1923، عندما تلقت تمويلًا من الدولة لأول مرة وتمت تسميتها باسم مدرسة دورهام الحكومية العادية. أضاف فصول الدراسات العليا في الفنون والعلوم والمدارس المهنية في القانون وعلوم المكتبات في أواخر الثلاثينيات والأربعينيات من القرن الماضي.
في عام 1969، حدد المجلس التشريعي هذه الجامعة كجامعة إقليمية وأطلق عليها اسم جامعة نورث كارولينا المركزية. لقد كانت جزءًا من نظام جامعة نورث كارولينا منذ عام 1972، وتقدم برامج على مستويات البكالوريا والماجستير والمهنية والدكتوراه. الجامعة عضو في مدرسة ثورجود مارشال كوليج فاند.

## تاريخ
تأسَّست جامعة نورث كارولينا المركزية من قبل الدكتور جيمس إي شيبرد كمدرسة وطنية للتدريب الديني للعرق الملون في منطقة هايتي. كانت شاتواكا حركة تعليمية نشأت في الشمال الشرقي. تم تسجيل المدرسة في عام 1909 كمؤسسة خاصة وافتتحت في 5 يوليو 1910. ساهم وودرو ويلسون، الرئيس الأمريكي المستقبلي، ببعض الدعم الخاص لتأسيس المدرسة. vtvy 7t 7
تم بيع المدرسة وإعادة تنظيمها في عام 1915، لتصبح مدرسة التدريب الوطنية ؛ وقد أيدته مارجريت أوليفيا سلوكم ساج، فاعلة خير من نيويورك كانت مهتمة بشكل خاص بالتعليم. (أسست مؤسسة راسل سيج وقدمت وصايا سخية للعديد من المدارس. ) دعمت مدرسة التدريب الوطنية تطوير المعلمين السود في عصر جيم كرو، وهو الوقت الذي كان فيه تعليم السود يعاني من نقص التمويل من الولايات الجنوبية في كل من المستويات الدنيا والعليا.

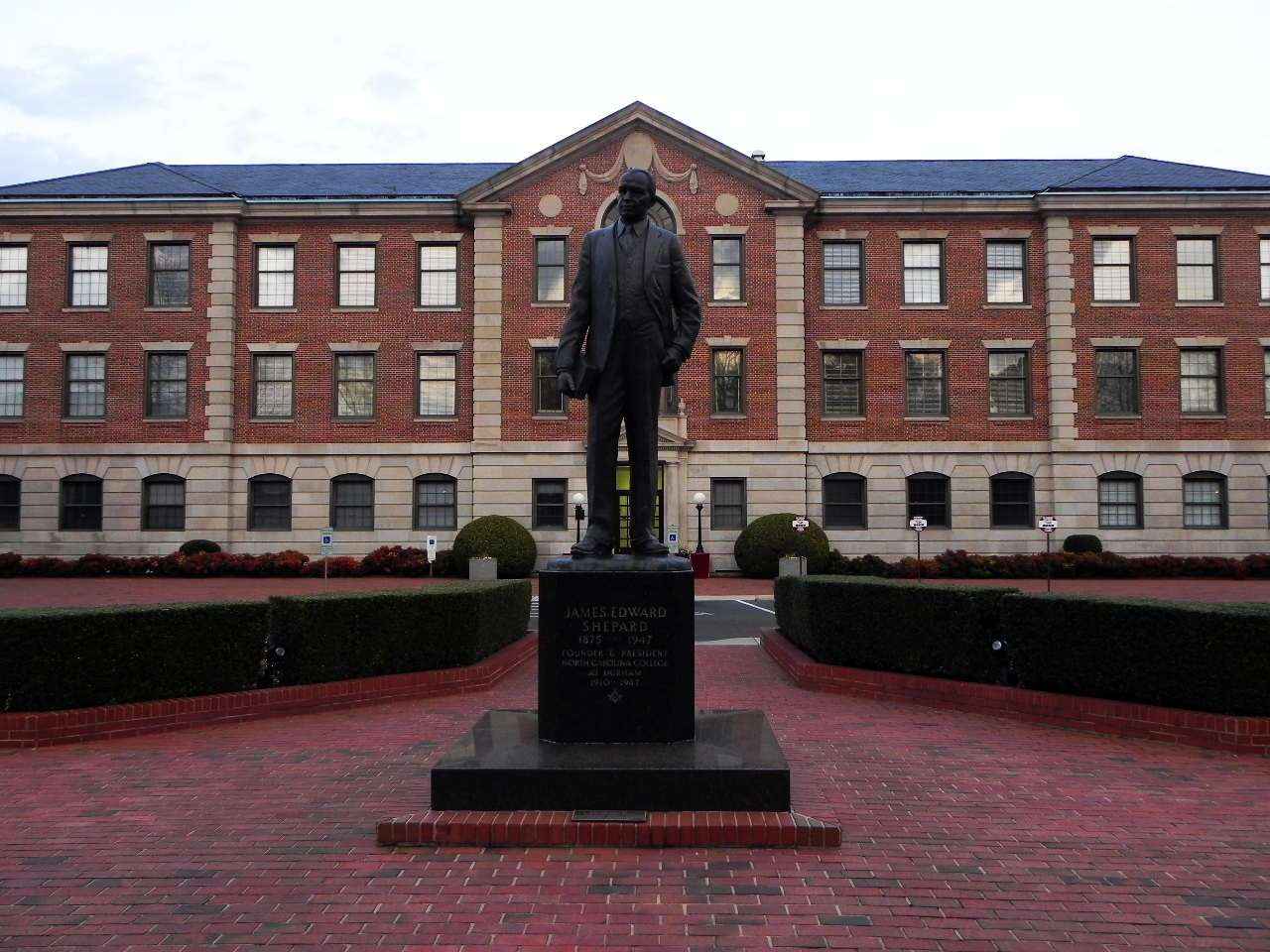
تمثال مؤسس جامعة نورث كارولينا المركزيّة جيمس إي شيبرد. كان جيمس إي. شيبرد أيضًا صيدليًا وموظفًا مدنيًا ومعلمًا. شغل منصب أول رئيس للجامعة لما يقرب من 40 عامًا.

بعد أن أصبحت مؤسسة ممولة من الدولة في عام 1923، تم تغيير اسم هذه المدرسة إلى مدرسة دورهام ستايت تورمال فور نيجروس؛ قامت المدارس العادية بتدريب المعلمين للصفوف الابتدائية. في عام 1925، مما يعكس التوسع في برامجها إلى منهج مدته أربع سنوات مع مجموعة متنوعة من التخصصات، حولت الجمعية العامة المؤسسة إلى كلية نورث كارولينا للزنوج، وخصصتها لتقديم تعليم الفنون الحرة وإعداد المعلمين و مديري المدارس الثانوية. كانت أول كلية فنون ليبرالية تدعمها الدولة للطلاب السود. لتجنب نظام جيم كرو الخاص بالولاية لسيارات الركاب المنفصلة في القطارات، أصر شيبرد على السفر إلى رالي بالسيارة للضغط على الهيئة التشريعية. تخرج أول فصل دراسي لمدة أربع سنوات بالكلية في عام 1929. u9tv ugvvtt fyf y
تم اعتماد الكلية من قبل الرابطة الجنوبية للكليات والمدارس الثانوية كمؤسسة من الدرجة الأولى في عام 1937 وتم قبولها في عضوية تلك الجمعية في عام 1957. تمت إضافة دورات الدراسات العليا في كلية الآداب والعلوم في عام 1939، في كلية الحقوق في عام 1940، وفي كلية علوم المكتبات في عام 1941. في عام 1947، غيرت الجمعية العامة اسم المؤسسة إلى كلية نورث كارولينا في دورهام.
في 6 أكتوبر 1947، توفي المؤسس والرئيس الدكتور شيبرد. وخلفه في عام 1948 الدكتور ألفونسو إلدر. في وقت انتخاب الدكتور إلدر، كان يشغل منصب رئيس قسم الدراسات العليا في التعليم وكان سابقًا عميدًا لكلية الآداب والعلوم. تقاعد الدكتور إلدر في الأول من سبتمبر عام 1963. تم تعيين الدكتور صمويل ب. ماسي كرئيس في 9 أغسطس 1963، واستقال في 1 فبراير 1966. في 1 يوليو 1967، تولى الرئاسة الدكتور ألبرت ن. وايتنج. شغل منصب رئيس ومستشار المؤسسة. كان من بين التطورات المهمة خلال خدمته إنشاء مدرسة جامعة نورث كارولينا المركزيّة للأعمال. كما استُهلت برامج في الإدارة العامة والعدالة الجنائية. تقاعد الدكتور وايتنج في 30 يونيو 1983.
عينت الجمعية العامة لعام 1969 المؤسسة كواحدة من الجامعات الإقليمية للولاية، وتم تغيير الاسم إلى جامعة نورث كارولينا المركزية. منذ عام 1972، كانت جامعة نورث كارولينا المركزيّة مؤسسة مكونة لنظام جامعة نورث كارولينا. في 1 يوليو 1972، انضمت كليات وجامعات الولاية التي مدتها أربع سنوات لتصبح الجامعة الموحدة في نورث كارولينا، مع 16 حرمًا فرديًا، يرأسها رئيس واحد ويحكمها مجلس حكام جامعة نورث كارولينا. ومع ذلك، كان يقود كل حرم جامعي مستشار منفصل ومجلس أمناء خاص بالحرم الجامعي.
خلف وايتينج ليروي تي ووكر كمستشار، تلاه تيرونزا آر ريتشموند، جوليوس إل تشامبرز (الذي كان سابقًا مستشارًا (الرئيس التنفيذي) لصندوق الدفاع القانوني والتعليم التابع لـ NAACP)، جيمس إتش آمونز، تشارلي نيلمز وديبرا سوندرز وايت في عام 2013. كانت الدكتورة سوندرز وايت أول امرأة تشغل هذا المنصب على أساس دائم (كانت دونا بنسون أول امرأة تعمل كمستشارة مؤقتة للجامعة). أخذ الدكتور سوندرز وايت إجازة في عام 2016، ثم تم تعيين العميد الدكتور جونسون أو.أكينلي كمستشار بالإنابة. بعد وفاتها في نوفمبر 2016، أصبحت أكينلي مستشارة مؤقتة.
تم انتخاب الدكتور جونسون أو.أكينلي ليكون المستشار الثاني عشر لجامعة نورث كارولينا المركزيّة في 26 يونيو 2017. في هذا المنصب، عمل الدكتور أكينلي على توسيع الشراكات الأكاديمية للجامعة، بما في ذلك الاتفاقيات الجديدة مع كليات المجتمع، بالإضافة إلى تقديم برنامج قوي للتعليم عن بعد عبر الإنترنت، الجامعة أونلاين. كما أنشأ مبادرات K-12 ونفذ إستراتيجية أمنية لزيادة السلامة لمكونات الحرم الجامعي. يواصل تعزيز إرث NCCU من خلال منصته، ذا إيجل برو برومايس، والتي تركز على ست أولويات إستراتيجية.

## حرم الجامعة
يقع الحرم الجامعي على بعد حوالي ميل واحد جنوب وسط مدينة دورهام بولاية نورث كارولينا وحوالي ثلاثة أميال شرق جامعة ديوك. تم تضمين أحد عشر مبنى تم بناؤه قبل عام 1940 في منطقة تاريخية وطنية. جميع المباني، باستثناء المساكن الثلاثة، هي مبانٍ على الطراز الجورجي. إنها ذات بناء معاصر مقاوم للحريق مع دعامات فولاذية وجدران خارجية من الطوب. وهي تشمل مبنى إدارة جيمس إي. شيبرد، وقاعة ألكسندر دن، وقاعة آني داي شيبرد، وخمسة مبانٍ مؤسسية تم بناؤها في أواخر الثلاثينيات تحت رعاية إدارة الأشغال العامة. تم إدراج الحرم الجامعي في السجل الوطني للأماكن التاريخية عام 1986.

## منظمة
جامعة نورث كارولينا المركزيّة هي جزء من نظام جامعة نورث كارولينا (UNC). يحكم الحرم الجامعي مجلس أمناء مكون من ثلاثة عشر عضوًا: ثمانية أعضاء منتخبون، وأربعة أعضاء معينون، ورئيس رابطة الطلاب الحكوميين يعمل أيضًا كعضو بحكم منصبه. ينتخب المجلس أعضاء مكتبه سنويًا ويجتمع خمس مرات سنويًا.
اعتبارًا من خريف 2020، كان لدى جامعة نورث كارولينا المركزيّة ما مجموعه 8078 طالبًا (بدوام كامل وجزئي) بما في ذلك 6067 طالبًا جامعيًا و 1608 طالب دراسات عليا. ما يقرب من 70 ٪ من النساء و 30 ٪ من الرجال. 71.6٪ من السود، 9.7٪ من البيض، 6.6٪ من أصل لاتيني و 1.3 آسيوي. اعتبارًا من عام 2020، كان لدى جامعة نورث كارولينا المركزيّة نسبة أعضاء هيئة تدريس من الطلاب تبلغ 16: 1. 7 t7fbbt7t t79tf39 bj9gggg

### المدارس والكليات
- كلية إدارة الأعمال ( AACSB )
- مدرسة التربية
- كلية حقوق
- مدرسة علوم المكتبات والمعلومات[18]
- كلية الصحة والعلوم[19]
- كلية الآداب والعلوم الاجتماعية والإنسانية[20]
- كلية الدراسات العليا[21]

### معاهد البحوث
- معهد جوليوس إل تشامبرز لبحوث التكنولوجيا الحيوية الطبية (BBRI)
- معهد بحوث التصنيع الحيوي ومؤسسة التكنولوجيا (BRITE)

### برامج إضافية
- برنامج الشرف الجامعي (UHP)
- جامعة نورث كارولينا المركزيّة عبر الإنترنت[22]
- برامج درجة المساء وعطلة نهاية الأسبوع

## الأنشطة الطلابية

### المنظمات الطلابية
تضم جامعة نورث كارولينا المركزية أكثر من 130 منظمة طلابية مسجلة و 12 جمعية شرف.

#### وسائل الإعلام الطلابية
يقوم طلاب جامعة نورث كارولينا المركزية بنشر كامبوس إكو (بالإنجليزية: Campus Echo)‏، وهي صحيفة نصف شهرية يتم نشرها منذ تأسيس المدرسة في عام 1910. تحتوي كامبوس إكو على مقالات تغطي الأحداث المحلية والفنون والترفيه والرياضة من بين موضوعات أخرى.

## معرض الصور

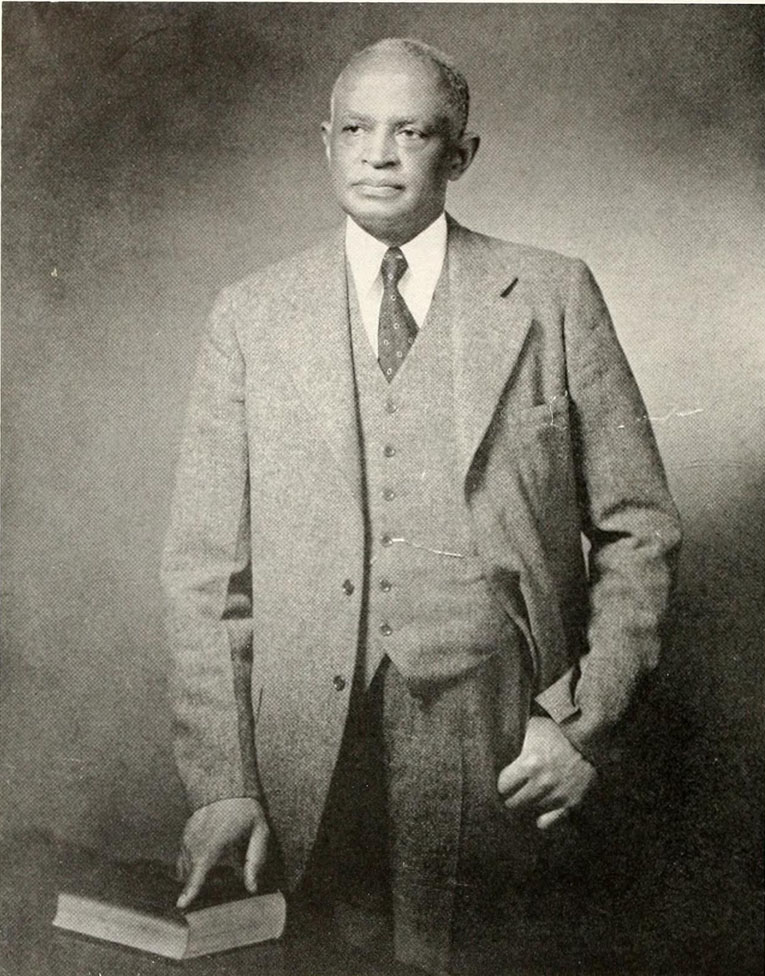
جيمس إي شيبرد، ج. 1947، مؤسس المدرسة الوطنية للتدريب الديني وشاتواكا للعرق الملون
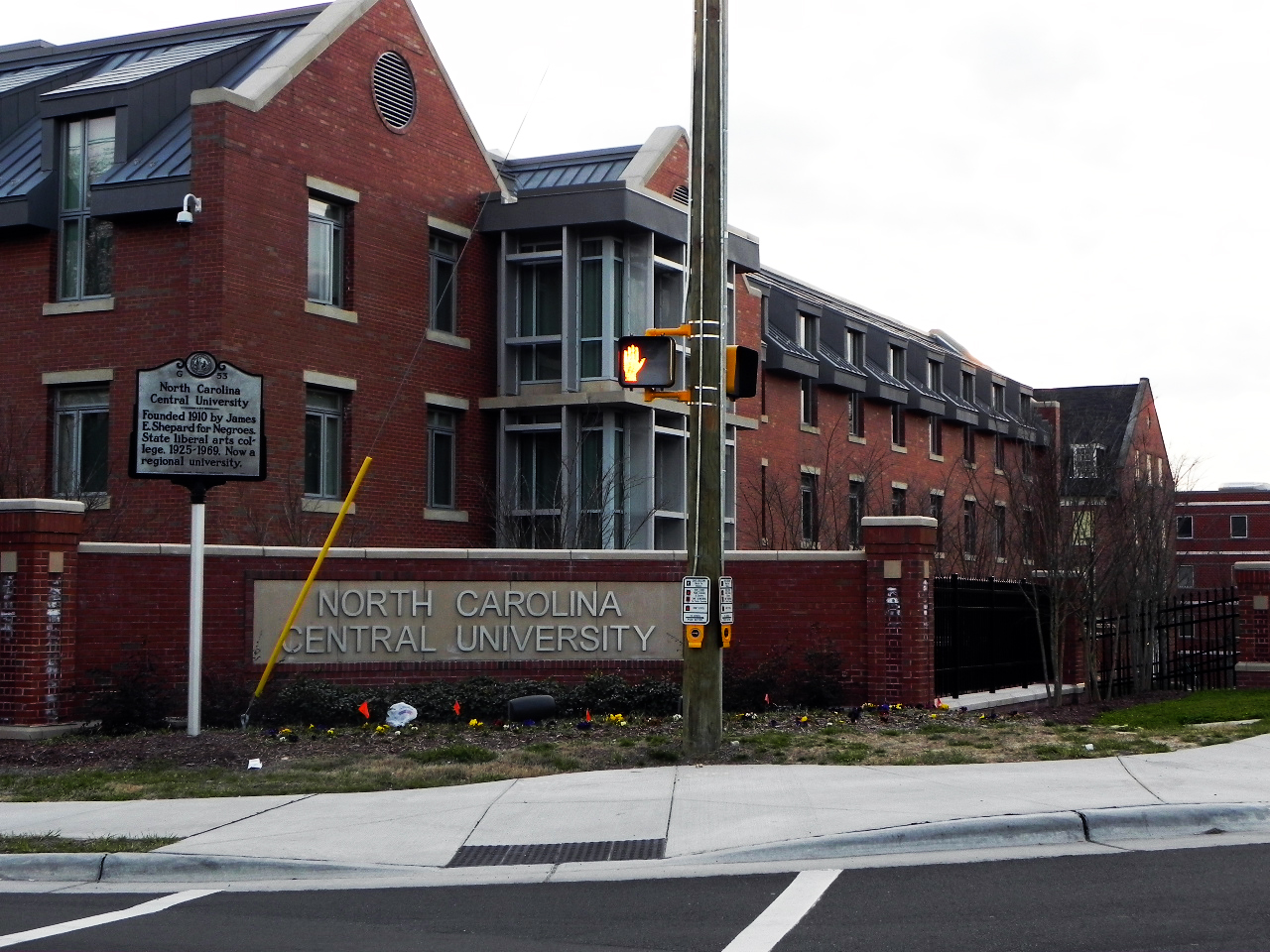
مدخل جامعة نورث كارولينا المركزية من شارع ألستون
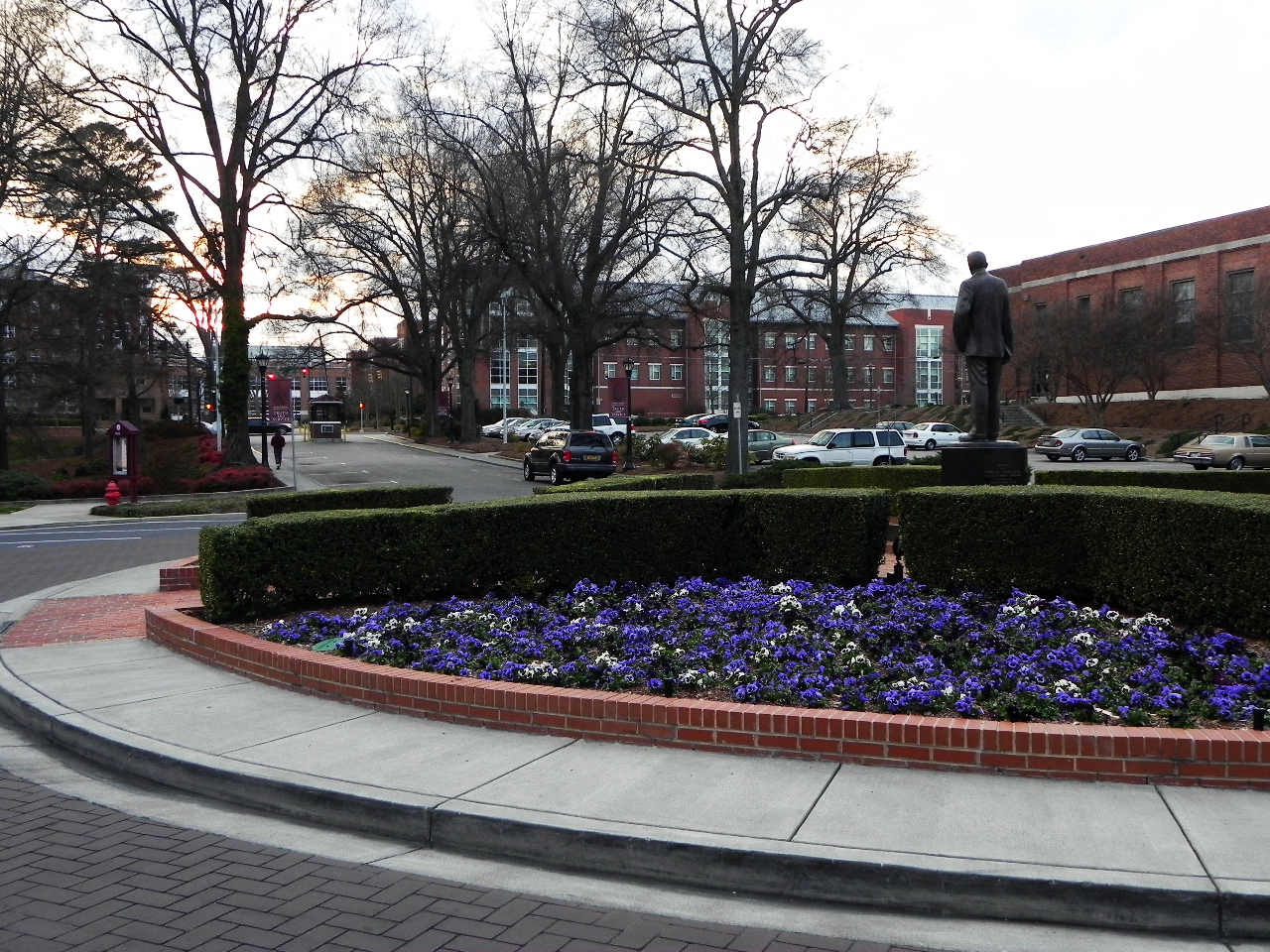
منظر لحرم جامعة نورث كارولينا المركزيّة من مبنى إدارة جايمس سيفار،

## ألعاب القوى
ترعى جامعة نورث كارولينا المركزيّة أربعة عشر فريقًا رياضيًا للرجال والنساء الذين يشاركون في القسم الأول من الرابطة الوطنية لألعاب القوى (NCAA) كعضو أعيد قبوله حديثًا في مؤتمر الشرق الأوسط الرياضي. تشمل الفرق الرياضية كرة القدم والكرة اللينة والبيسبول وكرة السلة والمضمار والميدان والتنس والكرة الطائرة والبولينج والجولف.

### المنافسين
- جامعة ولاية كارولينا الشمالية إيه آند تي
- جامعة ولاية وينستون سالم
- جامعة ديوك

ملعب OKelly-Riddick التابع لـ NCCU موطن فريق MEAC Division I FCS Eaglesملعب OKelly-Riddick التابع لـ NCCU موطن فريق MEAC Division I FCS Eagles
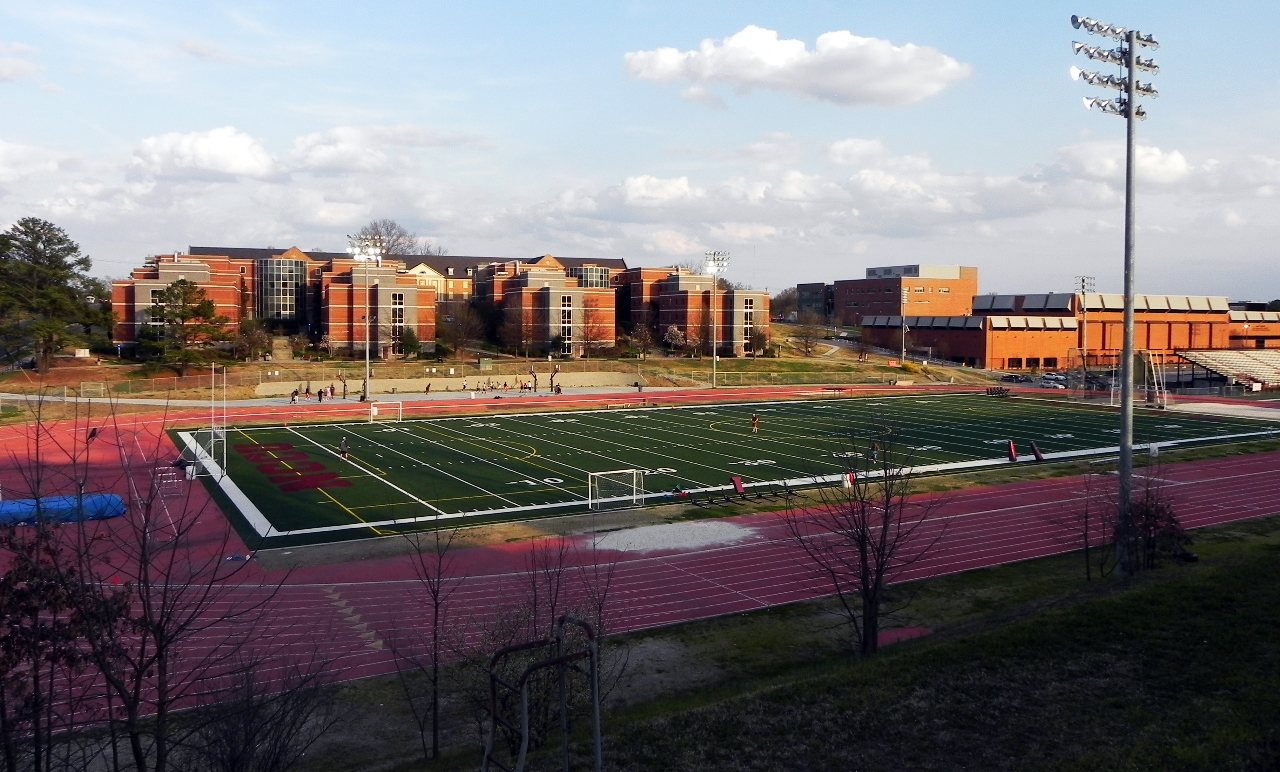
منظر لمسار جامعة نورث كارولينا المركزيّة وملعب كرة القدم جنبًا إلى جنب مع ريشموند هال ومجمع لوروي والكر للتربية البدنية (أقصى اليمين)